# ترولز
«ترولز» (به انگلیسی: Trollz) ترانه‌ای از رپرهای آمریکایی سیکس ناین و نیکی میناژ است که در ۱۲ ژوئن ۲۰۲۰ منتشر شد. در تاریخ ۱۶ ژوئن ۲۰۲۰ نسخه جدیدی از تک‌آهنگ منتشر شد که شامل متن متفاوت از میناژ و بیس تغییر یافته است. این تک‌آهنگ به رتبه یک ۱۰۰ آهنگ داغ بیلبورد رسید و به اولین تک‌آهنگ رتبه یک سیکس ناین و دومین رتبه یک میناژ تبدیل شد.

## نماهنگ
نماهنگ این ترانه در ۱۲ ژوئن ۲۰۲۰ منتشر شد. این فیلم در ماه مه سال ۲۰۲۰ فیلمبرداری شد و میناژ فاش کرد که این فیلم در اتاق خواب سیکس‌ناین در حالی که هنوز در حبس خانگی بود فیلمبرداری شده است.
بعد از اینکه هر دو هنرمند ادعا کردند که این ویدئو در ۲۴ ساعت اول، رکورد نماهنگ برای یک آهنگ هیپ هاپ را شکسته است، یوتیوب این موضوع را رد کرد و بیان کرد این ویدئو فقط ۳۲٬۵ میلیون بازدید و ۶٬۴ میلیون کمتر از «گوبا» دریافت کرده است.